# Прва коса Црне Горе
Прва коса Црне Горе је приредба која се одржава од 1995. године, у месецу  јулу код Пљеваља гдје се поред такмичења косаца одржава и низ других такмичарских дисциплина, као што су трка коња, бацање камена с рамена, борба бикова и трка ветерана.

## Јубиларна приредба
Десета јубиларна приредба „Прва коса Црне Горе” одржана је 9. јула 2005. у селу Бољанићи код Пљевља.
У бацању камена са рамена побједу је однио Саша Спајић док је најбољи џокеј био Славиша Дамјановић.